# Vera Menchik
Vera Francevna Menchik, in ceco Věra Menčíková (Mosca, 16 febbraio 1906 – Londra, 26 giugno 1944), è stata una scacchista ceca naturalizzata britannica, più volte campionessa mondiale femminile.

## Biografia
Vera Menchik nacque nel 1906 a Mosca da padre ceco e madre inglese. Si trasferì a Londra con la famiglia  nel 1921. Nel 1937 sposò l'inglese Rufus Stevenson, direttore della rivista British Chess Magazine e segretario  della British Chess Federation, ottenendo la cittadinanza britannica. Morì nel 1944 a 38 anni, insieme con la madre e la sorella minore Olga, anch'essa valente scacchista, nella sua abitazione posta nei sobborghi di Londra, ai confini del Kent, durante un bombardamento tedesco.

## Carriera scacchistica
A nove anni imparò il gioco degli scacchi dal padre. Nel 1921, appena giunta in Inghilterra, vinse il Campionato inglese delle ragazze. Sotto la guida del Grande Maestro ungherese Maróczy, anch'egli trasferitosi dall'Europa continentale, insegnante di scacchi all'Hasting's Chess Club, progredì nella conoscenza del gioco. Divenuta campionessa del mondo nel 1927, mantenne il titolo ininterrottamente fino al 1944 (anno della sua morte), vincendo 7 tornei e due match mondiali, sempre imbattuta o con altissimi punteggi.
Partecipò anche a molti tornei "maschili" con risultati alterni: prestazioni modeste o discrete e vittorie prestigiose contro forti campioni. Tra le sue "vittime", per citare solo i più noti, Max Euwe nel 1930, Mir Sultan Khan nel 1931, Edgar Colle nel 1932, Samuel Reshevsky nel 1935 che entrarono a far parte di quello che veniva ironicamente definito il "Club Vera Menchik".
Il suo miglior risultato in assoluto può essere considerato quello raggiunto nel 1929 al Torneo internazionale di Ramsgate ove giunse seconda dopo l'ex campione del mondo, il grande Capablanca, a pari merito con Rubinstein e precedendo altri 11 giocatori, tra i quali il suo vecchio maestro Maróczy.

### Il Club Vera Menchik
Il Club Vera Menchik era costituito da un gruppo immaginario di giocatori di scacchi che avevano in comune il fatto di essere stati battuti dalla  scacchista. La Menchik fu la prima donna a raggiungere un alto livello nel gioco, riuscendo a sconfiggere alcuni grandi maestri dell'epoca ed a piazzarsi bene in tornei di altissimo livello.
La definizione "Club Vera Menchik" era chiaramente ironica e dispregiativa verso quei giocatori rei di essere stati sconfitti da una donna. All'interno di questo speciale gruppo troviamo scacchisti illustri, quali il campione del mondo Euwe ed il grande maestro Reshevsky.
Va detto che alcuni membri del club sconfissero ripetutamente la scacchista dopo il match perso clamorosamente; l'appartenenza al gruppo, quindi, non era dovuta a ripetute disfatte ma a singoli episodi resi possibili, molto probabilmente, dalla tendenza a sottovalutare l'avversaria in quanto donna. Infatti, dopo pochi anni, acquisita una certa notorietà, la Menchik non riuscì più a ripetere gli exploit contro i campioni che l'avevano resa celebre, perché questi erano ormai consapevoli di avere davanti una giocatrice assolutamente in gamba. In particolare Alechin, Capablanca e Botvinnik prestarono particolare attenzione contro l'abile scacchista e riuscirono a spuntarla sempre vincendo o pattando.

### Tornei mondiali
| Anno | Sede         | Classifica | Punteggio | Esito partite |
| 1927 | Londra       | Prima      | 10,5/11   | +10 -0 =1     |
| 1930 | Amburgo      | Prima      | 6,5/8     | +6 -1 =1      |
| 1931 | Praga        | Prima      | 8/8       | +8 -0 =0      |
| 1933 | Folkestone   | Prima      | 14/14     | +14 -0 =0     |
| 1935 | Varsavia     | Prima      | 9/9       | +9 -0 =0      |
| 1937 | Stoccolma    | Prima      | 14/14     | +14 -0 =0     |
| 1939 | Buenos Aires | Prima      | 18/19     | +17 -0 =2     |

### Match mondiali
| Anno | Sede      | Avversaria | Punteggio  | Esito partite |
| 1934 | Rotterdam | Sonja Graf | 3 - 1      | +3 -1 =0      |
| 1937 | Semmering | Sonja Graf | 11,5 - 4,5 | +9 -2 =5      |

### Altri tornei (lista incompleta)
| Anno | Sede        | Classifica                  | Punteggio |
| 1928 | Scarborough | Settima-ottava              | 4,5/9     |
| 1929 | Karlsbad    | Ultima                      | 3/21      |
| 1929 | Barcellona  | Ottava-nona                 | 7/14      |
| 1929 | Hastings    | Nona                        | 3,5/9     |
| 1929 | Ramsgate    | Seconda-terza               | 5/7       |
| 1930 | Scarborough | Decima                      | 4/11      |
| 1930 | Hastings    | Ottava-nona                 | 3/9       |
| 1930 | Canterbury  | Quinta                      | 3,5/7     |
| 1932 | Londra      | Ottava                      | 4,5/11    |
| 1932 | Cambridge   | Quinta-settima              | 3/7       |
| 1933 | Hastings    | Settima-ottava              | 3/9       |
| 1934 | Maribor     | Terza                       | 5/8       |
| 1934 | Hastings    | Ottava                      | 3/9       |
| 1935 | Margate     | Nona-decima                 | 2,5/9     |
| 1935 | Mosca       | Ultima                      | 1,5/19    |
| 1936 | Poděbrady   | Tredicesima-Quattordicesima | 7/17      |
| 1936 | Hastings    | Nona-decima                 | 2,5/9     |
| 1937 | Margate     | Sesta-settima               | 4/9       |
| 1938 | Łódź        | Quindicesima                | 3,5/15    |
| 1938 | Margate     | Nona                        | 2,5/9     |

## Partite
Ecco due vittorie della Menchik, trascritte in notazione algebrica italiana. La prima contro il futuro campione del mondo Max Euwe, colui che avrebbe sconfitto Alechin nel match del 1935, la seconda contro la tedesca Sonja Graf.
Max Euwe - Vera Menchik (Hastings, 1930) 

1. d4 Cf6 2. c4 e6 3. Cc3 d5 4. Ag5 Cbd7 5. e3 Ae7 6. Cf3 O-O 7. Tc1 a6 8. cxd5 exd5
9. Ad3 c6 10. O-O Ce4 11. Af4 Cxc3 12. Txc3 Te8 13. Db1 Cf8 14. b4 Cg6 15. Ag3 Ad6
16. a4 Axg3 17. hxg3 Ad7 18. Tfc1 Df6 19. b5 axb5 20. axb5 Tec8 21. Dc2 Dd8 22. bxc6 Txc6
23. Tc5 Txc5 24. dxc5 Ta5 25. Db2 Da8 26. Db6 Cf8 27. Ce5 Ta1 28. Tb1 Txb1+ 29. Axb1 Ae6
30. Rh2 Cd7 31. Cxd7 Axd7 32. Dc7 Dc8 33. Dxc8+ Axc8 34. Aa2 Ae6 35. Rg1 Rf8 36. Rf1 Re7
37. Re2 Rf6 38. Rd3 Re5 39. g4 g5 40. g3 Axg4 41. f4+ gxf4 42. gxf4+ Rf6 43. Axd5 Ac8
44. Af3 Re7 45. Rc4 Rd8 46. Rd5 b6 47. c6 Rc7 48. Re5 Ae6 49. f5 Ab3 50. Rf6 b5 51. Rg7 b4
52. Rxh7 Ac2 53. Rg7 b3 54. Ad5 b2 55. Aa2 Rxc6 56. f6 Rd6 57. e4 Axe4 58. Rxf7 Ad5+
59. Axd5 b1=D 60. Rg7 Dg1+ 61. Rf8 Rxd5 (0-1)
Vera Menchik - Sonja Graf (Semmering, 1937)

1. c4 e6 2. Cc3 d5 3. d4 Cf6 4. Cf3 Cbd7 5. e3 c6 6. Ad3 Ae7 7. 0-0 0-0 8. e4 d:e4
9. C:e4 C:e4 10. A:e4 Cf6 11. Ac2 c5 12. d:c5 Da5 13. Ae3 A:c5 14. Ad2 Dc7 15. Ac3 Ae7
16. De2 b6 17. Cg5 g6 18. Df3 Ab7 19. Dh3 h5 20. Tad1 Cg4 21. Td7 (1-0)